# ドリーム志賀号

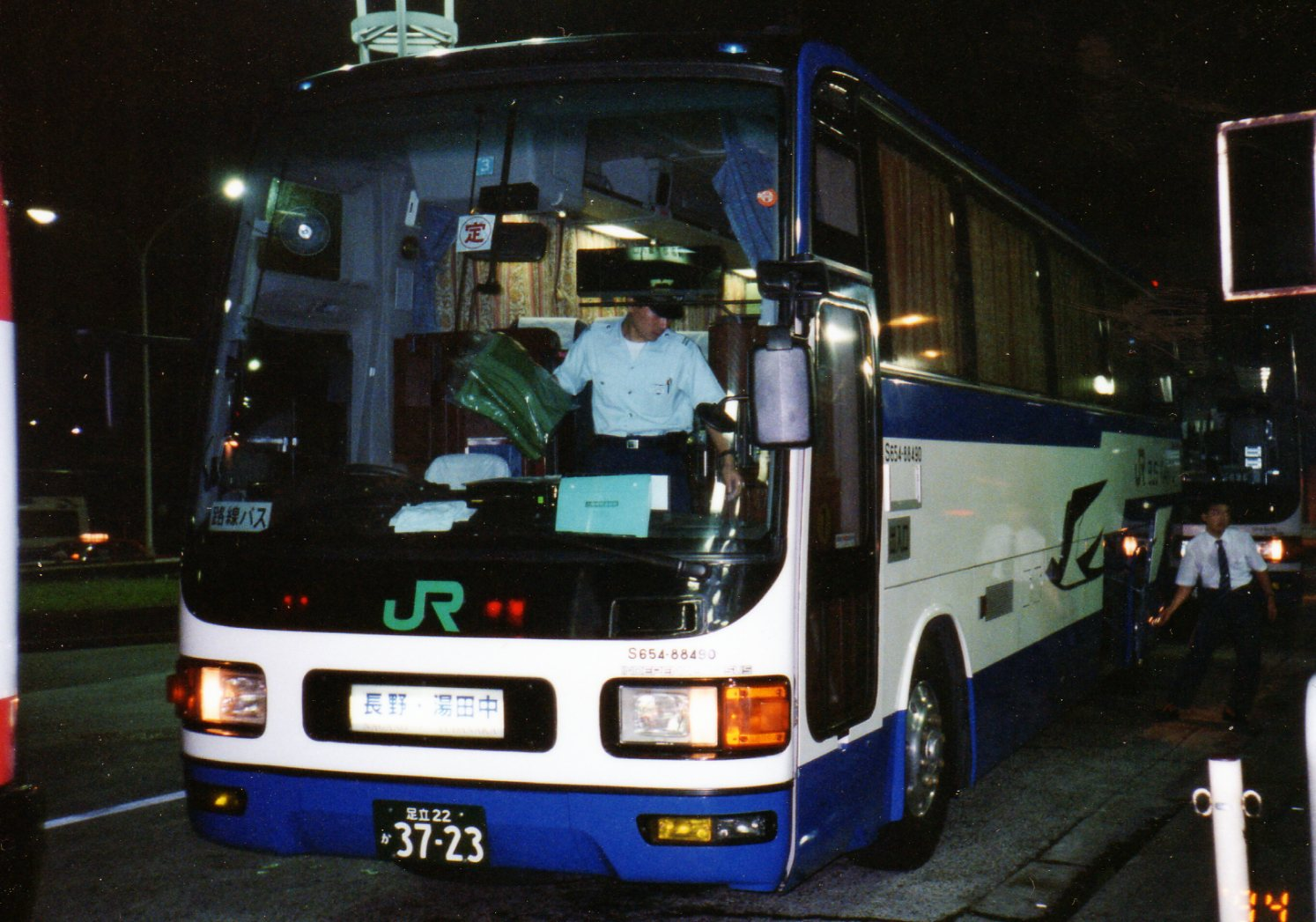
ドリーム志賀号 東京駅八重洲南口にて S654-88490

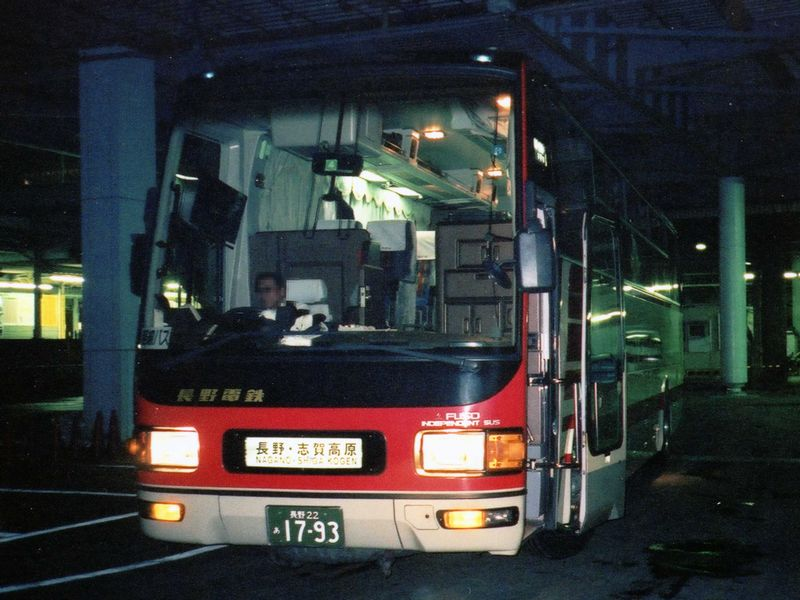
長野電鉄担当便 新宿駅南口JRバスのりばにて

ドリーム志賀号（ドリームしがごう）とは、かつて運行されていたドリーム号の一路線で、長野県と東京都を結んでいた夜行高速バスである。
長野県側の主な停車地は志賀高原・長野駅、東京都側は新宿駅（南口JRバスのりば）・東京駅（八重洲南口）で、中央自動車道経由で運行されていた。

## 路線概説
長野電鉄（現：長電バス）では1980年代より、志賀高原・湯田中から東京への直通バスを観光シーズンに運行していた。
1992年4月27日、定期便の夜行高速バス「ドリーム志賀号」として運行開始。定期路線化にあたりJRバスグループが参入して「ドリーム号」の一路線となり、長野電鉄とJRバス関東の共同運行となった。
同1992年、京王帝都電鉄（現：京王電鉄バスグループ）と川中島バス（現：アルピコ交通長野支社）の共同運行により、新宿～長野間の昼行高速バス「中央高速バス長野線」が運行開始された。中央高速バス便は新宿駅西口の新宿高速バスターミナル発であった。
当時の中央高速バス昼行便の運賃が片道4500円だったのに対して、「ドリーム志賀号」では片道5400円となっており、二重運賃として雑誌では話題にされた。現在では同じ区間でも運賃が異なる路線は多くなっているが、当時は珍しい存在であった。
なお中央高速バス便は、運行開始時は中央自動車道を経由する経路であったが、1997年に関越自動車道・上信越自動車道経由に経路変更した上で増便されている。
ドリーム志賀号は、普段の乗車率はさほどでもなかったが、冬季はスキー客が増加するため続行便も多数設定されていた。
1997年10月1日、北陸新幹線の東京 - 長野間が長野新幹線として開業。東京発長野行きの最終列車が22時発で設定されると、ドリーム志賀号が東京駅を発車する23時30分には、新幹線ではすでに長野駅に到着していたことから乗客が激減した。このため、1999年3月31日の運行をもって廃止となった。
2007年9月7日、JRバス関東のバスファン向けバスツアー「【リバイバル】国鉄バス 小諸・霧ヶ峰線&JRバス関東【小諸支店】 鉄道・バスファンSpecial8」にて、ドリーム志賀号がリバイバル運行された。参加者は長野までの往路、リバイバル運行された「ドリーム志賀号」に乗車した。運行区間は新宿駅新南口～湯田中間であり、新宿駅の案内表示にも「【リバイバル】ドリーム志賀 長野・湯田中」と表示された。なお実際に新宿を発車したのは、日付が変わった9月8日0時30分頃であった。
なおドリーム志賀号の廃止後、2010年8月12日より、中央高速バス長野線に下り便のみ夜行便が設定された。東京と長野駅を結ぶ夜行高速バス路線は、本路線の廃止後11年半ぶりの運行となる。
また2012年2月1日より、成田空港交通と川中島バスの共同運行により運行開始した「千葉・東京ディズニーリゾート～松本・長野線」は、東京都内の京成上野駅・浅草雷門にも停車する。このため、東京と長野駅を結ぶ夜行高速バスは往復とも実質的に復活している。

## 歴史
- 1992年4月27日 - 運行開始[3]。
- 1999年3月31日  - 廃止。
- 2007年9月7日  - JRバス関東主催のバスファン向けバスツアーにて、新宿～湯田中間でリバイバル運行（実際は8日に出発）
- 2023年6月2日 - ドリーム志賀号30周年+1記念として、東京駅〜湯田中駅間リバイバル運行[4][5]。

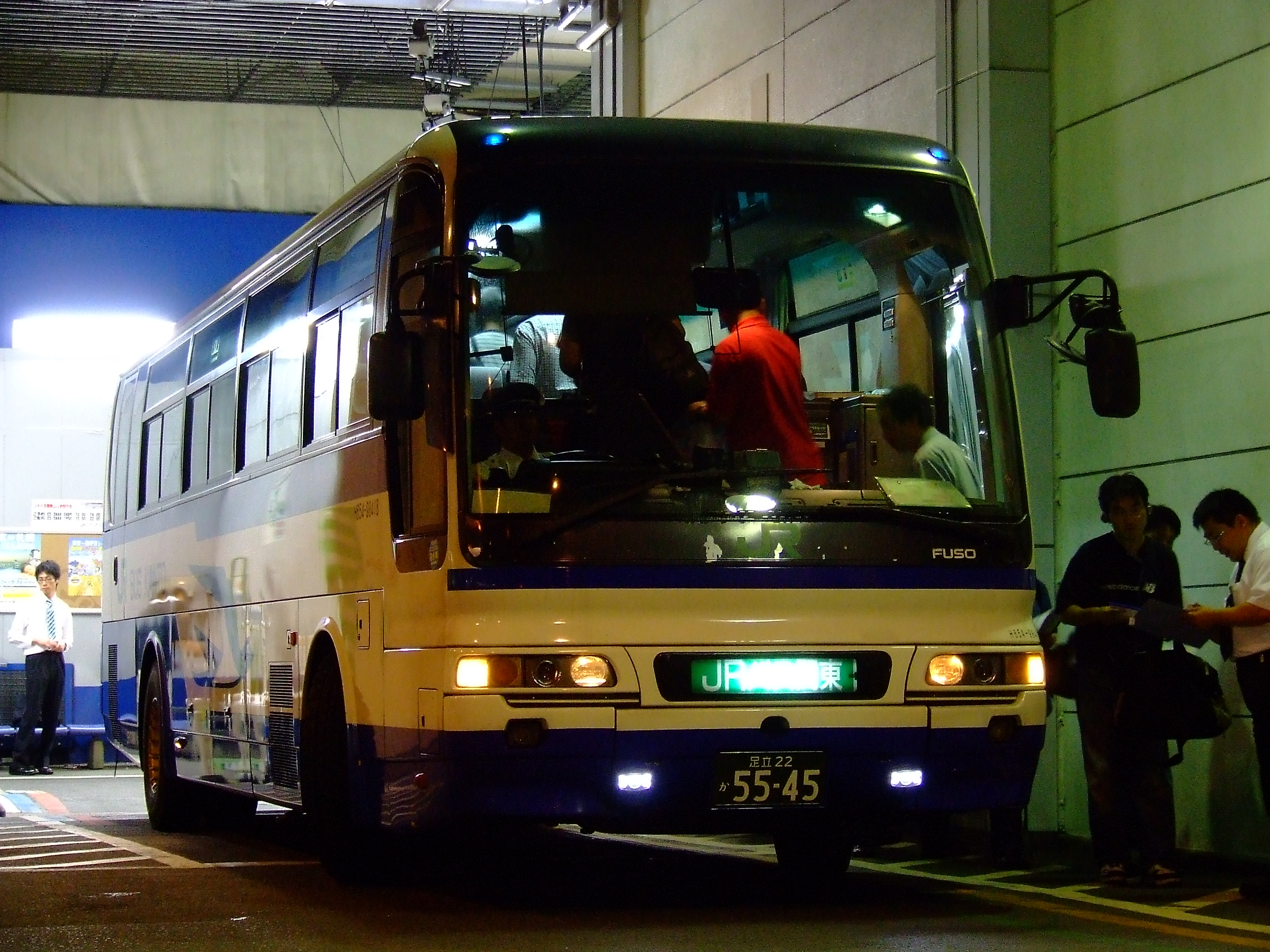
バスツアーでリバイバル運行されたドリーム志賀号 新宿駅新南口にて H654-98418
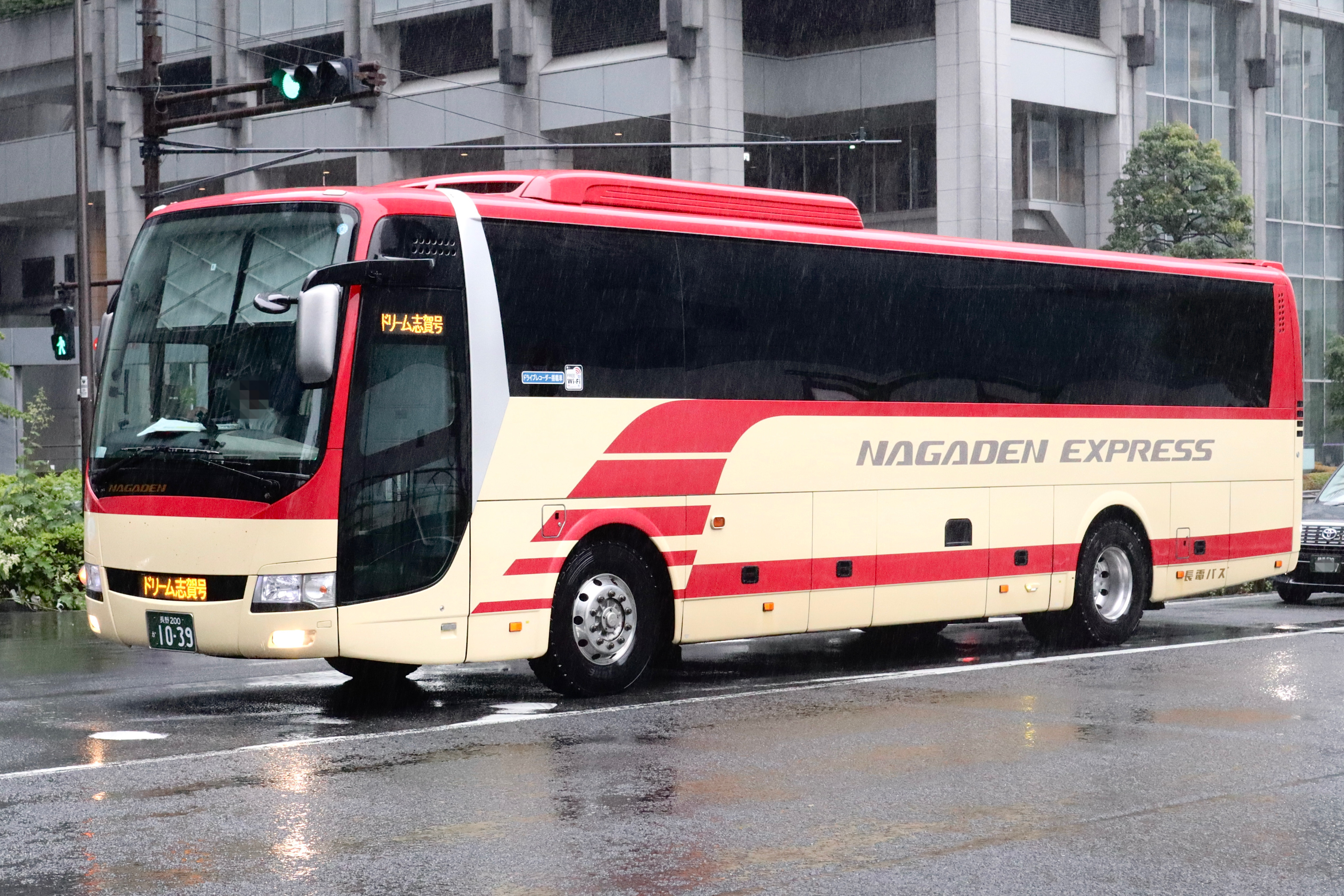
2023年6月2日〜3日にかけて運行されたリバイバル号(長電バス1039号車)
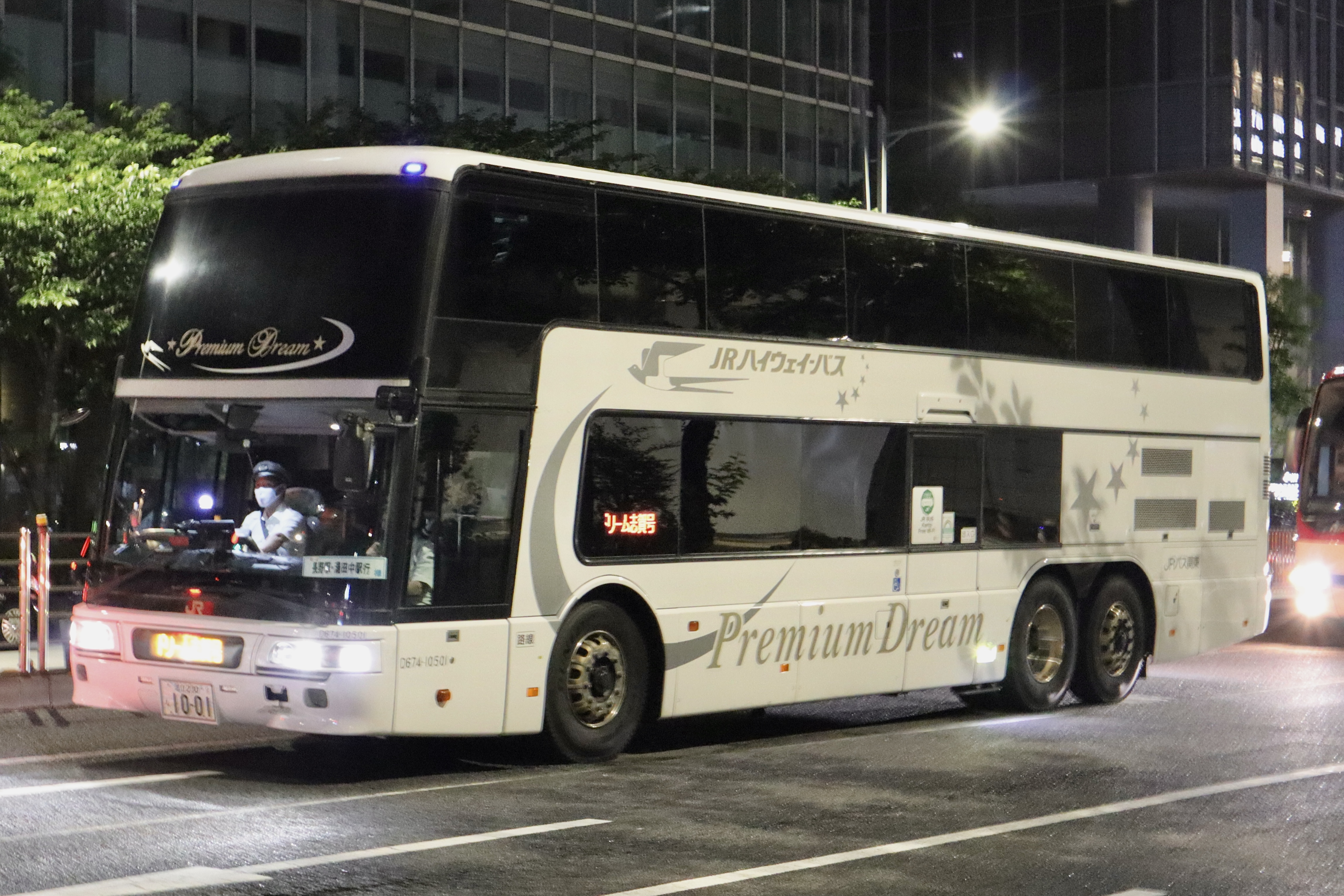
2023年6月3日〜4日にかけて運行されたリバイバル号(JRバス関東D674-10501号車)

## 運行概要

### 運行会社
- JRバス関東
- 長野電鉄（現：長電バス）

### 経路
東京駅八重洲南口～新宿駅新南口～（中央自動車道）～（長野自動車道）～長野駅前～権堂～須坂駅～小布施～信州中野駅～湯田中駅
運行キロ程は332.6キロで、ドリームなごや号（355.9キロ）よりも短かったが、これは2005年12月22日にドリーム静岡・浜松号（253.6キロ）が運行開始するまで、歴代のドリーム号としては最短距離の路線でもあった。

### 使用車両
基本的には、4列シート36人乗りのスーパーハイデッカーが使用されていた。